# Pintura escénica

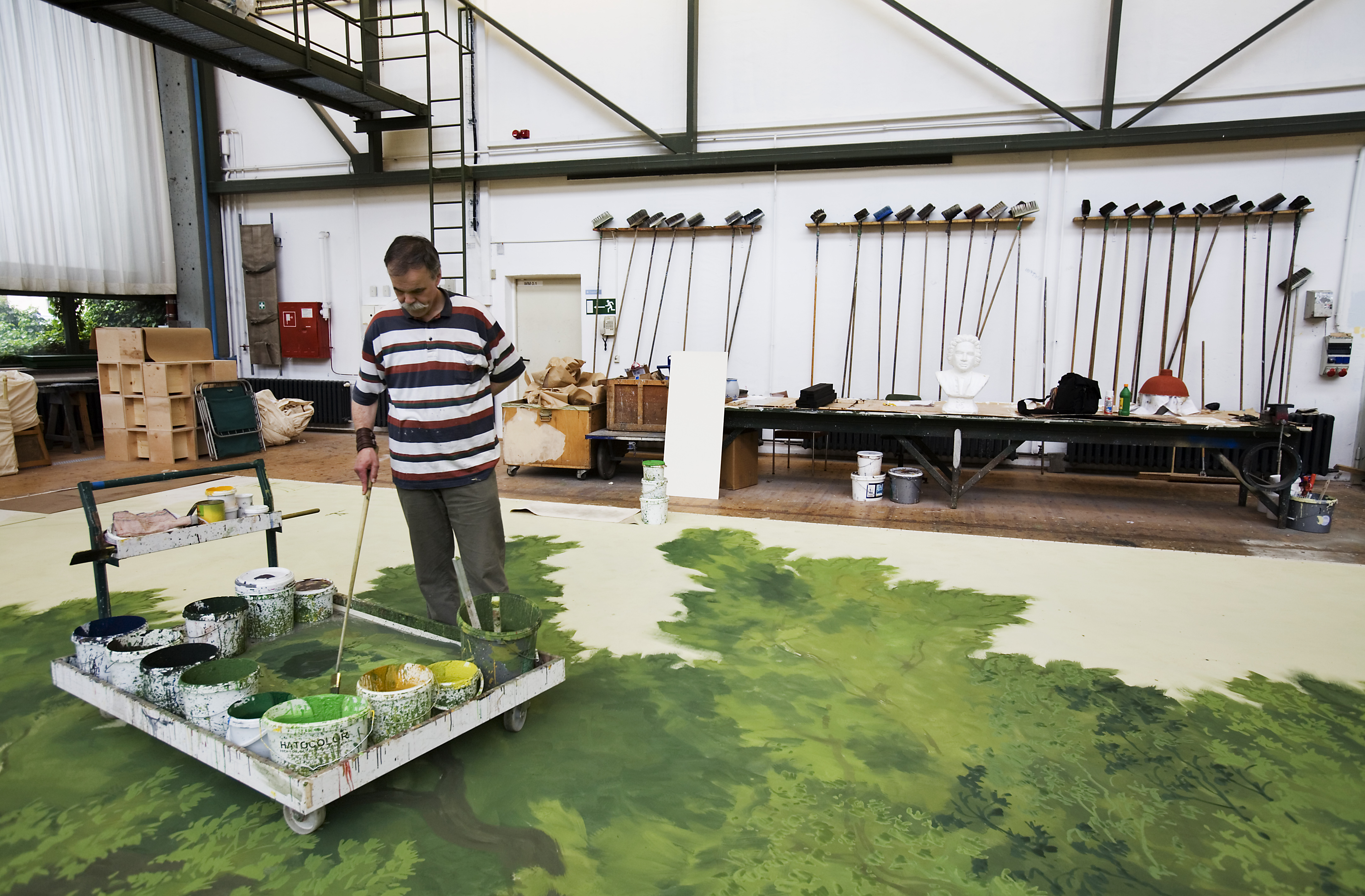
Un pintor escénico en trabajo en el Semperoper en Dresde, Alemania

La pintura escénica  teatral incluye varias disciplinas, abarcando virtualmente en técnicas de pintura y artesanía. Un pintor escénico experimentado tendrá habilidades en pintura de paisaje, pintura figurativa, trompe l'oeil, e imitación de pintura, ser versátil en diferentes medios, tales como acrílico, óleo y témpera, también ser un consumado dorador, yesero y escultor. Las técnicas y conocimiento especializado del pintor escénico en replicar imágenes en una escala grande, son en gran medida diferentes de los de la artista de estudio tradicional. Además, a menudo, se espera que haga el acabado ignífugo del producto y trabaje de forma rápida dentro de un presupuesto ajustado.
Tradicionalmente, los pintores escénicos proceden de la cantera de los diseñadores escénicos, y en algunos casos los diseñadores pintan sus propias obras. Cada día se incrementa el concepto de pintura escénica, como un arte independiente. Se espera que los pintores escénicos subordinen sus habilidades a las críticas del diseñador. Un diseñador presenta pinturas a escala, maquetas o fotografías, tal vez con la investigación original y, a veces, acompañado de muestras de pintura; se espera que el pintor realice la obra para el escenario.